# 윤상의 음반 목록
다음은 윤상의 음반 목록이다.

## 정규 앨범
《윤상 1집》(1990, 지구레코드)
1. 이별의 그늘
2. 잊혀진 것들
3. 행복을 기다리며
4. 무지개 너머
5. 남겨진 이야기
6. 알 수 없는 일
7. 한 걸음 더
8. 시간의 얼굴

《윤상 2 (PART 1)》(1992, 지구레코드)
1. 그래도 안녕
2. 가려진 시간 사이로
3. 너에게
4. 넌 쉽게 말했지만
5. 마지막 내게
6. 끝으로 향한 이야기
7. 다시 얘기를 해줘
8. 나의 꿈속에서

《윤상 2 (PART 2)》(1993, 지구레코드)
1. 새벽
2. 이별 없던 세상 (featuring 노영심)
3. 少年
4. 3月부터 3月까지
5. Alone
6. Amen
7. 고백
8. 후회
9. Communication
10. 어제의 기억으로

《CLICHÈ》(2000, DMR)
CD 1 - CLICHÈ
1. 결국...흔해 빠진 사랑얘기
2. 문득 친구에게 (duet with 노영심)
3. 우연히 파리에서
4. Back to the Real Life
5. 사랑이란
6. 나를 친구라고 부르는 너에게
7. 어쩌면 너를
8. 바람에게
9. City Life
10. 내일은 내일
11. Back To The Real Life (Remix)

CD 2 - REMASTERING
1. 배반
2. 벽
3. 달리기
4. 자장가
5. 반격
6. 언제나 그랬듯이
7. 마지막 거짓말
8. 악몽
9. 기념사진

《移徙 (이사)》(2002, SM 엔터테인먼트)
1. Intro
2. 소리
3. 이사 (移徙)
4. Repeat
5. A Fairy Tale
6. 사랑하오 (duet with 김현철)
7. Runner's High
8. 재회 (duet with 청안)
9. EL Camino
10. 소월에게 묻기를... (duet with 정훈희)
11. Ni Volas Interparoli

《There Is A Man...》(2003, SM 엔터테인먼트)
CD 1
1. Introduction to a Man
2. 근심가 (featuring 신예원)
3. Good Old Love Song: Side A
4. 우화
5. 어떤 사람 A
6. 예감
7. 작은 세상
8. 너희들 것이니까
9. Good Old Love Song: Side B
10. Man! What a Selfish Kid...
11. 길은 계속된다
12. Sueño, tu voz...
13. 근심가 (fractal La Marcha Mix)
14. 한 남자에 관한 우화

CD 2 - INSTRUMENTAL
1. 근심가
2. Good Old Love Song: Side A
3. 우화
4. 어떤 사람 A
5. 예감
6. 작은 세상
7. 너희들 것이니까
8. Good Old Love Song: Side B
9. Man! What a Selfish Kid...
10. 길은 계속된다
11. Sueño, tu voz...

《그땐 몰랐던 일들》(2009, KT뮤직)
1. 떠나자
2. 소심한 물고기들
3. 그때, 그래서, 넌
4. 그땐 몰랐던 일들
5. 입이 참 무거운 남자
6. 편지를 씁니다
7. 그 눈 속엔 내가
8. 영원속에
9. 기억의 상자를 열다
10. 그땐 몰랐던 일들 - 아이들
11. My cinema paradise
12. 낯설지 않은 꿈
13. Loop 1 For an End
14. Loop 2 For Reboot

## EP
《Renacimiento》(1996, 지구레코드)
1. Eco
2. 노래 1 - 벽
3. Joined By The Heart
4. Domani Piove
5. I Giorni Della Musica
6. S’Aimer En Silence
7. Avec Toi
8. Tant Qu’Elle Est La...
9. 노래 2 - 배반

《Insensible》(1998, DMR)
1. 언제나 그랬듯이
2. 마지막 거짓말
3. 악몽
4. 기념사진
5. 마지막 거짓말 (MK’s Version)
6. Insensible

《The Duets Part 1》(2014, Ode/로엔엔터테인먼트)
1. Prelude to waltz
2. Waltz(duet with DAVINK)
3. 그 겨울로부터(duet with Tim)
4. RE:나에게(duet with 김성규)
5. Waltz(inst.)
6. 그 겨울로부터(inst.)
7. RE:나에게(inst.)

## 싱글
〈날 위로하려거든〉(2014. 9. 17., 로엔엔터테인먼트)
1. 날 위로하려거든
2. 날 위로하려거든 (스페이스 카우보이 Remix)

## 사운드트랙
《파일럿》(1993, 지구레코드)
1. Take Off
2. Pilot
3. Pilot Theme
4. 하늘끝까지
5. 이제는 말하고 싶어
6. 우리에게 남은 시간
7. 다시 돌아갈 수 없음을
8. Pilot Repeat

《누들로드》(2009, ode·KT MUSIC·KBS미디어)
1. Opening Theme
2. Episode Title 1
3. Question
4. Dry Climate re
5. Soul Food
6. In To The Boundery
7. Lost City Haihm
8. Palatina Church
9. Desert
10. Noodle On Fire
11. Icy Noodle With Is
12. The Mistery Food
13. Taste Of China 1
14. Menla
15. Back In Asia V2
16. Noodle Dancing
17. Noodle Is String
18. People's Pasta
19. Pasta Fantasy
20. Beauty Of Mill Field
21. Taste Of Rome
22. Europe By String
23. Taste Of Italy
24. Italian Flavour
25. Lack Of Noodle
26. Chow Fun Trio
27. Noodles On Parade
28. Taste Of Japan
29. History Of Soba
30. Temple
31. Technoodle.1
32. Technoodle.2
33. Space By Noodle
34. Main Theme
35. Ending Theme
36. Noodle Express

## 컴필레이션

### 컴필레이션 앨범
《Yoon Sang Best》(2001, 동아기획)
1. 이별의 그늘
2. 한걸음 더
3. 행복을 기다리며
4. 가려진 시간 사이로
5. 넌 쉽게 말했지만
6. 너에게
7. 나의 꿈속에서
8. 새벽
9. 후회
10. 배반
11. 달리기
12. 마지막 거짓말
13. 악몽
14. 사랑이란
15. 바람에게
16. Back To The Reallife
17. 여름밤의 꿈

### 헌정 앨범
《YOONSANG SONGBOOK：Play With Him!》(2008, ode)
CD 1
1. IN→Play with me! (bk! & K MPM Mix)
2. 이별 없던 세상 (김형중+haihm)
3. 랄랄라 (소녀시대+윤상)
4. Runner’s high (페퍼톤스)
5. 행복을 기다리며 (마이앤트메리)
6. 한 걸음 더 (스윗 소로우)
7. 배반 (노영심)
8. 마지막 거짓말 (junø)
9. 이별의 그늘 (Lucia of Ahn Trio+junø)
10. 사랑이란 (엄정화+박지만)

CD 2
1. El camino (정재일)
2. 소리 (W & Whale)
3. 넌 쉽게 말했지만 (조원선+윤상)
4. 새벽 (유희열)
5. 너에게 (김태형+Kayip)
6. 가려진 시간 사이로_ (윤건)
7. 흩어진 나날들 (캐스커)
8. 소년 (이선균+박지만)
9. 질주 (아스트로 비츠)
10. OUT→Play with him! (AtpwM mix)

### 박스 세트
《윤상 20th anniversary》(2011, ode)
Yoonsang 20th Anniversary Project BOX SET
CD 1. 1집
CD 2. 1집 - Remastering
CD 3. 윤상 2 (PART 1)
CD 4. 윤상 2 (PART 1) - Remastering
CD 5. 윤상 2 (PART 2)
CD 6. 윤상 2 (PART 2) - Remastering
CD 7. CLICHÈ
CD 8. CLICHÈ EXTRA CD (CLICHÈ앨범의 CD2)
CD 9. CLICHÈ - Remastering
CD 10. 移徙 (이사)
CD 11. 移徙 - Remastering
CD 12. There Is A Man...
CD 13. There Is A Man... - Remastering
CD 14. 그땐 몰랐던 일들
CD 15. 그땐 몰랐던 일들 - Remastering
CD 16. Renacimiento
CD 17. Renacimiento - Remastering
CD 18. Insensible
CD 19. Insensible - Remastering
Light Version SET
CD 1. 윤상 1집 - Remastering
CD 2. 윤상 2 (PART 1) - Remastering
CD 3. 윤상 2 (PART 2) - Remastering
CD 4. CLICHÈ - Remastering
CD 5. 移徙 - Remastering
CD 6. There Is A Man... - Remastering
CD 7. 그땐 몰랐던 일들 - Remastering
CD 8. Renacimiento - Remastering
CD 9. Insensible - Remastering

## 노땐스(with신해철)
《골든힛트》(1996, 킹레코드)
1. In The Name Of Justice
2. 질주
3. 자장가
4. 월광/Moon Madness
5. 기도 (Radio Edit)
6. 반격
7. Drive
8. 달리기
9. 기도 (Original Version)
10. 시장에 가면 (참 건전한 가요)

## 모텟(with kayip,Superdrive)
《mo:tet》(2009, SM 엔터테인먼트)
1. What Can U Do
2. When Empty Is Full
3. O:Din
4. Fragment
5. Shyine
6. Tenmorning
7. La Musique Mo:Tet
8. Twenty Twelve

## 그 외

### 작곡・편곡, 작사・작곡・편곡, 작사・작곡, 작사, 작곡
| 년도      | 가수명               | 곡명                                                                               | 앨범                                                    |
| --------- | -------------------- | ---------------------------------------------------------------------------------- | ------------------------------------------------------- |
| 1988      | 김현식               | 여름밤의 꿈                                                                        | 4집 《김현식 Vol.4》                                    |
| 1988      | 황치훈               | 추억속의 그대                                                                      | 1집 《황치훈》                                          |
| 1989      | 박성신               | 그대 때문에, 내일을 생각하며, 향기로운 그대여                                      | 《한번만 더/만남 이후》                                 |
| 1989      | 조정현               | 미련, 우리 잊지 말아요, 처음 그리고 마지막 순간에                                  | 《그 아픔까지 사랑한거야》                              |
| 1989      | 변진섭               | 이별을 받아드리리, 로라                                                            | 《너에게로 또 다시》                                    |
| 1990      | 김민우               | 입영열차 안에서                                                                    | 1집 《김민우 1》                                        |
| 1990      | 강수지               | 보라빛 향기                                                                        | 1집 《강수지》                                          |
| 1990      | 이광조               | 그대여 어서와                                                                      | 《이광조(李光祚) 1990》                                 |
| 1990      | 변진섭               | 그리고 안녕, 어떤 이별                                                             | 《미워서 미워질때》                                     |
| 1990      | 장혜리               | 내가 할 수 있는건, 쓸쓸히 웃어넘기며                                               | 《남겨진 시간을 위하여 / 그대 돌아오는 날엔》           |
| 1990      | 안정훈               | 사랑한다는 이유만으로, 나 이제 누굴위해, 잊으라는 말은 하지마                      | 《안정훈(내작은 마음의 의미)》                          |
| 1990      | 지예                 | 상처 받을 만큼 사랑하리라, 날 울리는 내 모습                                       | 《지예》                                                |
| 1990      | 안혜지               | 댄스 댄스, 멀어져 가지마 그대                                                      | 《AN, HEY JI Vol.2》                                    |
| 1990      | 신(SHIN)             | 사진 속의 그녀                                                                     | 《SHINII》                                              |
| 1991      | 강수지               | 시간 속의 향기, 흩어진 나날들                                                      | 2집 《KANG SOO JEE》                                    |
| 1991      | 김민우               | 긴 기다림 후에                                                                     | 2집 《金民雨》                                          |
| 1991      | 김민우               | 친구에게                                                                           | 2집 《金民雨》                                          |
| 1991      | 이현우               | 그리고 이제는                                                                      | 1집 《BLACK RAINBOW》                                   |
| 1991      | 심신                 | 그대 모습을 찾아서, 그대 슬픈 눈을 보면                                            | 1집《심신1》                                            |
| 1991      | 박주연               | 남겨둔말                                                                           | 《아직도 너는》                                         |
| 1991      | 김지환               | 사랑하고 싶을 때                                                                   | 1집 《내게 남은 것은 / 아쉬운 이별》                    |
| 1992      | 여러 음악가          | 어제의 기억으로                                                                    | 《92 내일은 늦으리》                                    |
| 1993/1994 | 이신                 | 애상                                                                               | 우리들의 천국 OST(2기)/종합병원 OST                     |
| 1993      | 장혜진               | 이젠                                                                               | 《장혜진 1집》                                          |
| 1993      | 하수빈               | 나, 날 대신하기에 충분한 그대                                                      | 《그대 나를 떠나가나요》                                |
| 1993      | 나현희               | 헤어짐이 아닌 이별, 에필로그                                                       | 1집 《after STAGE...》                                  |
| 1994      | 강수지               | 아름다운 너에게                                                                    | 5집 《Susie Kang 5》                                    |
| 1994      | 차인표               | 독백... 남아있는 그리움을 위해                                                     | 《차인표 1집》                                          |
| 1995      | 강수지               | 필요한건 시간일뿐, 혼자만의 겨울                                                   | 싱글 〈For You (Single)〉                               |
| 1995      | 박주연               | 나무와 우주 이야기, 아직도 넌 망설이고 있니                                        | 《아직도 넌 망설이고 있니》                             |
| 1996      | 강수지               | 하데스                                                                             | 7집 《One & Only》                                      |
| 1996      | 장혜진               | 기다림의 시간들                                                                    | 4집 《Temptation》                                      |
| 1996      | 김돈규               | 아주 평범한 사랑                                                                   | 3집 《Separation》                                      |
| 1997      | 알로                 | 잠자는 숲속의 왕자, 랄랄라                                                         | 1집                                                     |
| 1998      | 김혜림               | 기다려 주겠니                                                                      | 7집 《이제는 돌아와 거울 앞에 선》                      |
| 1998      | 이소은               | Jumpin' Soeun, 크리스마스 히스테리                                                 | 1집 《소녀》                                            |
| 1999      | 엄정화               | 마지막 기회                                                                        | 《005.1999.06》                                         |
| 2000      | J                    | Time Out                                                                           | 2집 《I.N.L.O.V.E》                                     |
| 2000      | 윤손하               | 늦은 후회                                                                          | 1집 《SONA》                                            |
| 2000      | 유리상자             | 그곳에서                                                                           | 4집 《Home》                                            |
| 2001      | 박효신               | 먼곳에서, 편지                                                                     | 2집 《Second Story》                                    |
| 2001      | 이주한               | The Day after you Came                                                             | 3집 《Ten+1》                                           |
| 2001      | 최재훈               | 그건 이미 네가 아니지                                                              | 5집 《Trap》                                            |
| 2001      | 박화요비             | 고백                                                                               | 2집 《Nineteen Plus One》                               |
| 2001      | 채정안               | 아니야                                                                             | 3집 《Goddess … Her Fate》                              |
| 2001      | 장혜진               | 잊어야 한다는 것                                                                   | 《It`s My Life: 6집 & Best》                            |
| 2003      | 팀                   | 넌 착한 사람, 사랑합니다...                                                        | 1집 《영민》                                            |
| 2003      | 보아                 | The Show Must Go On                                                                | 《Atlantis Princess》                                   |
| 2004      | 엄정화               | 지금도 널 바라보며                                                                 | 《SELF CONTROL》                                        |
| 2004      | 보아                 | 그럴 수 있겠지...!? (Maybe...maybe not!?)                                          | 《My Name》                                             |
| 2004      | 팀                   | 고마웠다고.., 오랜만에                                                             | 2집 《Second Breath》                                   |
| 2005      | 이수영               | 꽃들은 지고                                                                        | 《As Time Goes By》                                     |
| 2005      | 팀                   | 꿈속에서, 하루새                                                                   | 3집 《감성》                                            |
| 2006      | 천상지희             | The Final Sentence                                                                 | 《열정 (My Everything)》                                |
| 2006      | 동방신기             | 이제 막 시작된 이야기 (The Story Has Just Begun)                                   | 《O -正.反.合. (정반합)》                               |
| 2007      | 김조한               | 바보 같은 나                                                                       | 5집 《Soul Family With Johan》                          |
| 2007      | 보아                 | 안개 (Title Song From `M`)                                                         | 영화 《M OST》                                          |
| 2009      | 강수지               | 길고 긴 하루, 잊으라니...                                                          | 디지털 싱글 〈Thanks Always〉                           |
| 2009      | 문근영               | 그 바람소리                                                                        | 러브 트리 프로젝트 Part 2                               |
| 2010      | 한혜진               | 그런가요?                                                                          | 러브 트리 프로젝트 Part 3                               |
| 2010      | 이규한               | 편지                                                                               | 러브 트리 프로젝트 Part 4                               |
| 2010      | 가인                 | 돌이킬 수 없는, 진실                                                               | EP 《Step 2/4》                                         |
| 2011      | 성시경               | 아니면서                                                                           | 7집 《처음》                                            |
| 2011      | 아이유               | 나만 몰랐던 이야기, 나만 몰랐던 이야기 (With Pianist 김광민)                       | 《Real+》                                               |
| 2012      | 윤종신               | 나쁜                                                                               | 《월간 윤종신 2012년 10월호》/14집 《行步 2012 尹鍾信》 |
| 2012      | 아이유               | Stories Told by the Sea(영어), 바다가 기억하는 얘기(한국어)                        | 2012 여수 세계박람회 로고송                             |
| 2013      | 전은진               | 망각                                                                               | 싱글 〈망각〉                                           |
| 2013      | 아이유               | 누구나 비밀은 있다                                                                 | 《Modern Times》                                        |
| 2013      | 히스토리             | 난 너한테 뭐야                                                                     | 싱글 〈Blue Spring〉                                    |
| 2014      | 레인보우 블랙        | Cha Cha                                                                            | EP 《RB BLAXX》                                         |
| 2014      | 러블리즈             | Introducing The Candy, Candy Jelly Love, 어제처럼 굿나잇, 이별 Chapter 1, 비밀여행 | 《Girls' Invasion》                                     |
| 2015      | 러블리즈             | 안녕(Hi~), 놀이공원                                                                | 《Hi~》                                                 |
| 2015      | 상주나 (With 정준하) | My Life(Feat. 효린 Of 씨스타)                                                      | 《무한도전 영동고속도로 가요제》                        |
| 2015      | 러블리즈             | Ah-Choo                                                                            | 《Lovelyz8》                                            |
| 2015      | 러블리즈             | Circle                                                                             | 《Lovelinus》                                           |
| 2016      | 러블리즈             | Moonrise, Destiny(나의 지구), 책갈피, 마음(취급주의)                               | 《A New Trilogy》                                       |
| 2016      | 엄정화               | Dreamer                                                                            | 《The Cloud Dream of the Nine》                         |

### 보컬 / 피쳐링
| 년도 | 가수명 | 곡명                 | 앨범                              |
| ---- | ------ | -------------------- | --------------------------------- |
| 1999 | 토이   | 우리는 어쩌면 만약에 | 《A NIGHT IN SEOUL》              |
| 2001 | 토이   | 그 끝에 너           | 《Fermata》                       |
| 2002 | 김현철 | 사랑하오             | 《...그리고 김현철》              |
| 2007 | 토이   | 그대, 모든 짐을 내게 | 《Thank You》                     |
| 2011 | 아이유 | 잠자는 숲 속의 왕자  | 《Last Fantasy》                  |
| 2011 | 박지만 | 길                   | 《그 사람에게 (김소월 프로젝트)》 |